# Neoserica squamuligera
Neoserica squamuligera är en skalbaggsart som beskrevs av Moser 1915. Neoserica squamuligera ingår i släktet Neoserica och familjen Melolonthidae. Inga underarter finns listade i Catalogue of Life.